# 杜佑
杜佑（735年—812年），字君卿，唐代政治家、史學家，京兆万年县（在今中国陕西省西安市境）人，官至宰相，著有通典。

## 生平
杜佑出自中古名族京兆杜氏，杜预次子杜尹之后。曾祖杜行敏是银青光禄大夫、荆益二州大都督府长史、南阳郡公，曾祖杜悫是中散大夫、尚书右司员外郎、详定学士，父亲杜希望是银青光禄大夫、鸿胪卿、恒州刺史、西河郡太守、尚书左仆射。杜佑年十八即以父荫补官，历任济南參軍、郯县丞，後入润州（今江苏镇江）刺史韦元甫幕，歷官容管经略使、水陆转运使，又做到岭南淮南诸镇節度使，任內推广灌溉，开垦荒田；后又任户部侍郎判度支，时军费开支浩繁，官吏大索商贾，“人不勝苦，有縊死者，长安嚣然如被寇盗”。杜佑认为“百姓颇困，加赋攸难”，主张裁减官吏，撰《省官议》献给德宗，稱“设官之本，为理众庶，所以古昔计人置吏”。卢杞出杜佑为苏州刺史，以母老改任饶州刺史。最後十年（即唐德宗末年）又官至宰相兼度支使、鹽鐵使，历唐顺宗、唐宪宗两朝。拜司徒，封岐国公。
元和七年（812年）六月，始獲准以太保致仕。十一月病卒。册赠太傅，谥安简。

## 成就
杜佑身經安史之亂，他“以富國安人之術為己任”，在唐代宗大歷初年（約766年）開始撰寫《通典》，至唐德宗貞元十七年（801年）上表進書，所著《通典》二百卷，《通典》的目錄，分為食貨，選舉、職官、禮、樂、兵刑、州郡、邊防等八門；成書費時三十六年，為中國第一部記述典章制度的通史。另有《理道要诀》十卷、《管子指略》二卷，皆久佚。

## 争议
杜佑撰写《通典》，可见其了解历代礼法，却将爱妾李氏扶正为妻，因此受到非议，但李氏仍以大官妻身份被杜佑请封为国夫人。杜佑原配诸子否认李氏为继母，故李氏墓志无载杜佑原配诸子对继母去世的态度，杜佑死后基于其原配诸子的立场，杜佑墓志亦不载李氏母子。

## 家庭

### 妻
- 安定梁氏（约764年成婚，约783年卒），苏州常熟县令梁幼睦女
- 李氏（756年-807年5月27日），衡州衡阳县尉李殷女，原为嬖妾，梁氏死后不久即于代宗大历年末扶正为继室，贞元十五年正月封密国夫人

### 子孙
- 杜師損，工部郎中、司農少卿
  - 杜詮，字詮夫，復州司馬
  - 杜愉
    - 杜承昭，字子昌

  - 杜羔，延陵令，避亂徙黃巖
    - 杜宗之，夏州司法參軍
      - 杜詢，字誠之，河中府功曹參軍
        - 杜鶚，字遐舉，祕書監
          - 杜光遜、杜光遠
- 杜式方，字考元，桂管觀察使
  - 杜惲，富平尉
  - 杜憓，興平尉
  - 杜悰
  - 杜恂
  - 杜慆，泗州刺史
- 杜從郁，駕部員外郎
  - 杜氏，嫁裴儔。
  - 杜牧
    - 杜承澤字浚之。
    - 杜晦辭字行之，左補闕。
    - 杜德祥字應之，禮部侍郎。
      - 杜遵。

    - 杜蘭
    - 杜興
    - 杜真

  - 杜顗，字勝之，淮南節度判官
    - 杜無逸
      - 杜淪，字正猷
      - 杜潾，字文輝
- 某子，母李氏，夭折
- 杜氏（773年—802年），嫁朝散大夫、使持节都督邕州诸军事、守邕州刺史兼御史中丞充本管经略招讨处置等使赐紫金鱼袋张士陵
- 某女，母李氏，夭折
- 杜宪祥，母李氏，河南府参军
- 杜绍孜，母李氏，国子监主簿

## 轶闻
《史遗》称杜佑因在为李氏请封时也为原配梁氏请求得追封而为李氏所怨，在春社吃猪肉时被李氏毒杀。但李氏死于杜佑生前，后事亦由杜佑操办，故此说非是。